# Palazzo Arcivescovile (Ferrara)
Il palazzo Arcivescovile di Ferrara, voluto dal cardinale legato Tommaso Ruffo, venne edificato nelle forme recenti a partire dal 1717. Si trova in corso Martiri della Libertà di fianco alla cattedrale di San Giorgio.

## Storia

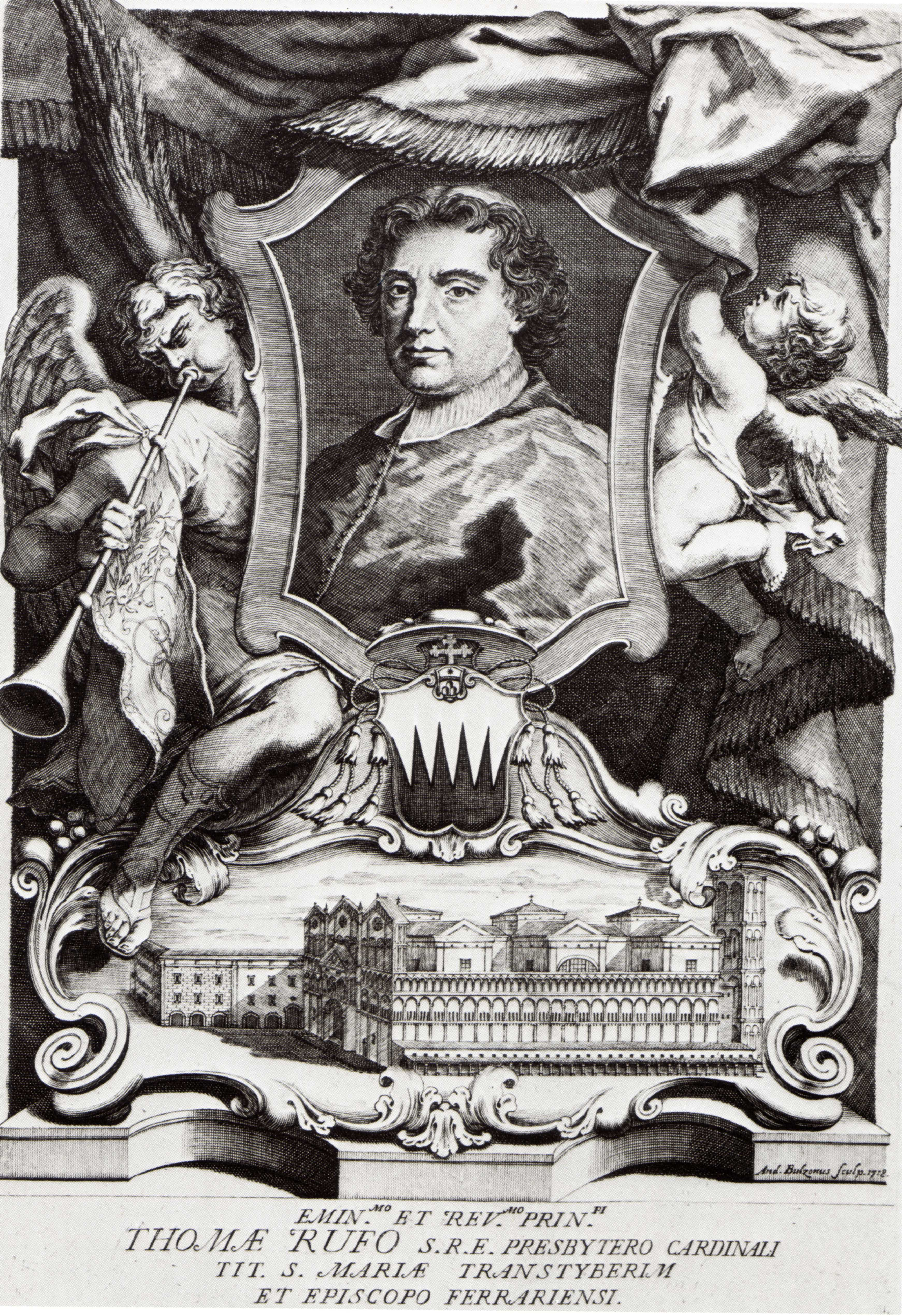
Ritratto del cardinale Tommaso Ruffo, opera di Andrea Bolzoni. Sotto il ritratto la cattedrale ed il palazzo Arcivescovile.

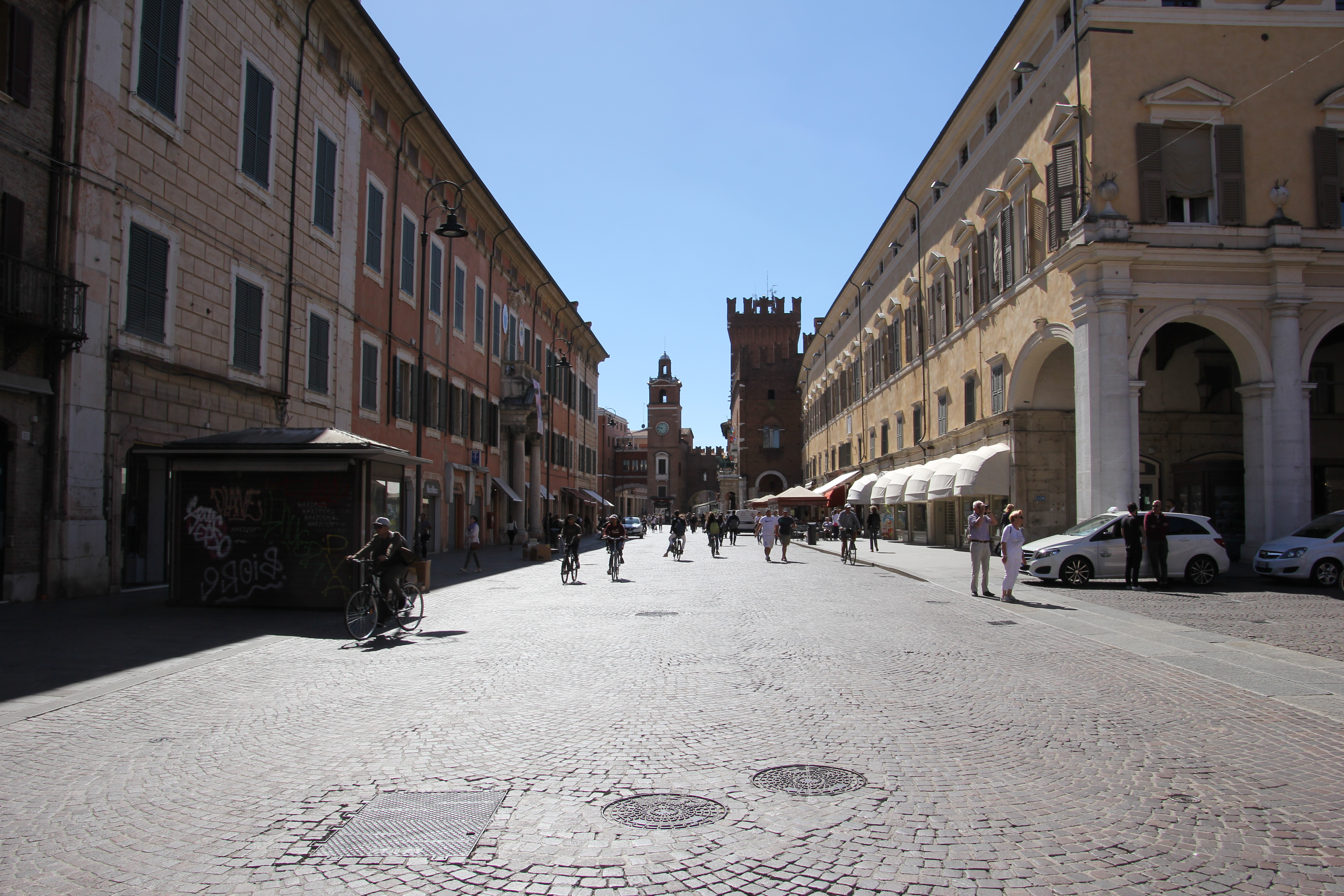
Corso Martiri della Libertà con palazzo Arcivescovile e palazzo Municipale posti uno di fronte all'altro.

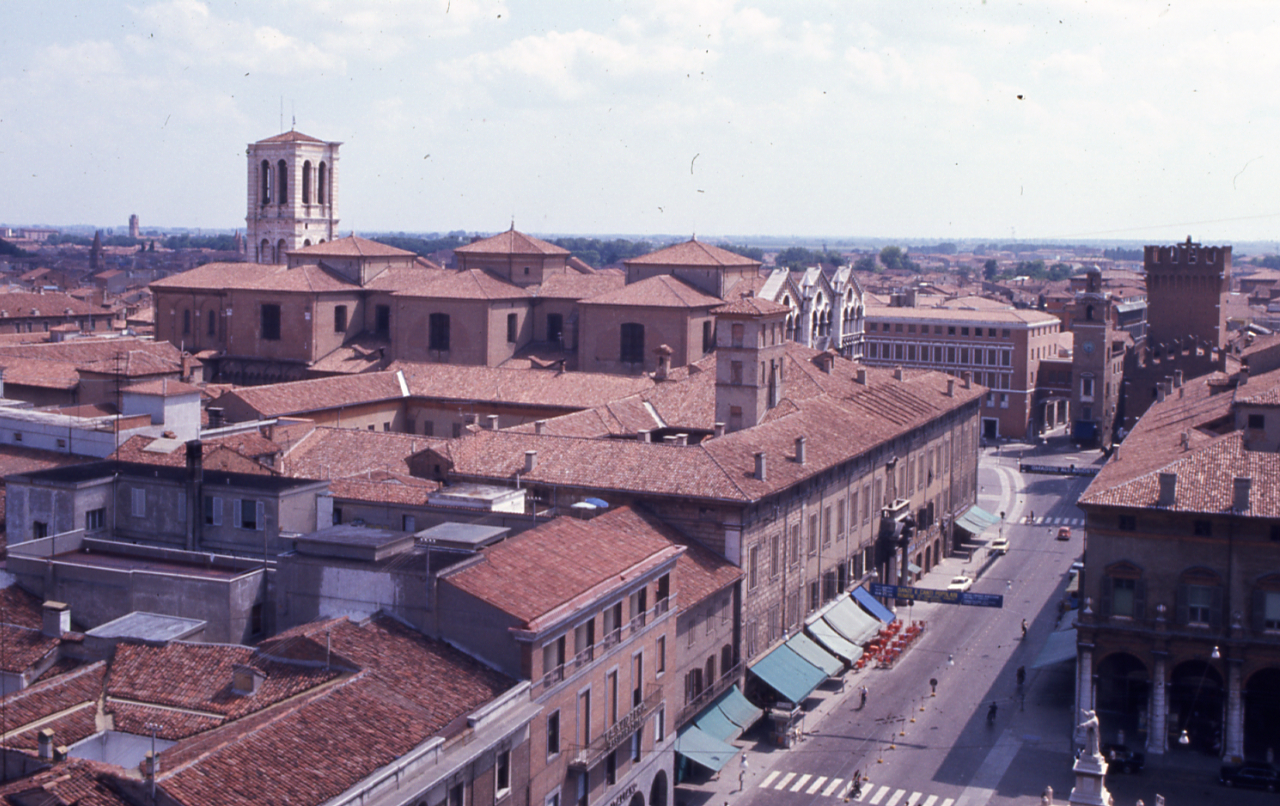
Palazzo Arcivescovile in un servizio fotografico di Paolo Monti del 1974.

Almeno sino al 1172 i vescovi avevano a loro disposizione, all'interno della primitiva cinta muraria ferrarese disposta esclusivamente vicino all'antico corso del Po di Primaro, un edificio presso la chiesa di Santo Stefano, e questo avveniva prima che il centro religioso e politico cittadino si spostasse più a nord rispetto alla situazione precedente, nel periodo dell'ampliamento cittadino. Con la costruzione della nuova cattedrale in sostituzione della basilica di San Giorgio fuori le mura venne edificato, a partire dalla fine del XII secolo, un nuovo palazzo vescovile, di dimensioni ridotte rispetto all'edificio moderno. In seguito, per volontà del vescovo Giovanni Tavelli da Tossignano, a partire dal 1441, la primitiva residenza vescovile venne ampliata con una nuova ala che giungeva sino al sagrato della cattedrale, rendendo più importante la sua facciata e, contemporaneamente, gli interni vennero arricchiti di decorazioni che in parte ci sono pervenuti.
La ricostruzione in forme moderne fu voluta dal cardinale Tommaso Ruffo che ritenne il palazzo sede vescovile utilizzato sino a quel momento di dimensioni troppo modeste e non di sufficiente prestigio. Il progetto della sua ricostruzione fu affidata in un primo tempo al solo Tommaso Mattei, architetto romano. Intanto il cardinale acquisì vari edifici adiacenti, fece demolire parti del primitivo palazzo e fece unire in un unico e monumentale blocco la nuova sede vescovile. I lavori proseguirono almeno sino al 1724 e vennero affidati a Vincenzo Santini, architetto veneto, che lavorò anche alla chiesa di San Domenico.
Dopo la sua ricostruzione ospitò personalità illustri. Nel 1796 Napoleone Bonaparte vi incontrò il cardinale Alessandro Mattei e nel 1857, ospite dell'arcivescovo metropolita di Ferrara Luigi Vannicelli Casoni, vi soggiornò papa Pio IX.

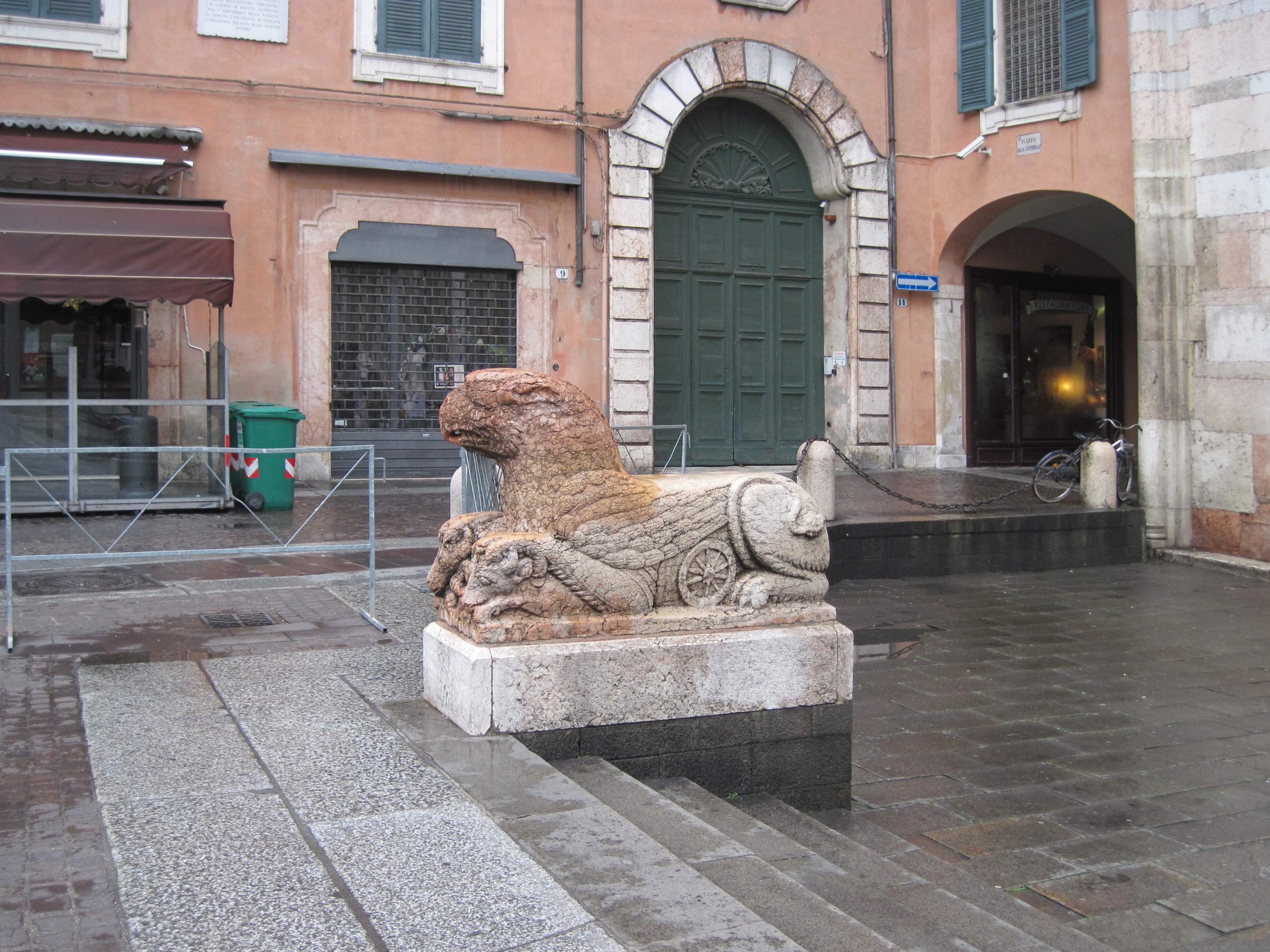
Piazza Duomo. Portale secondario del palazzo Arcivescovile e, alla sua destra, il volto che immette in via Guglielmo degli Adelardi, sotto il passaggio che unisce il palazzo alla cattedrale.

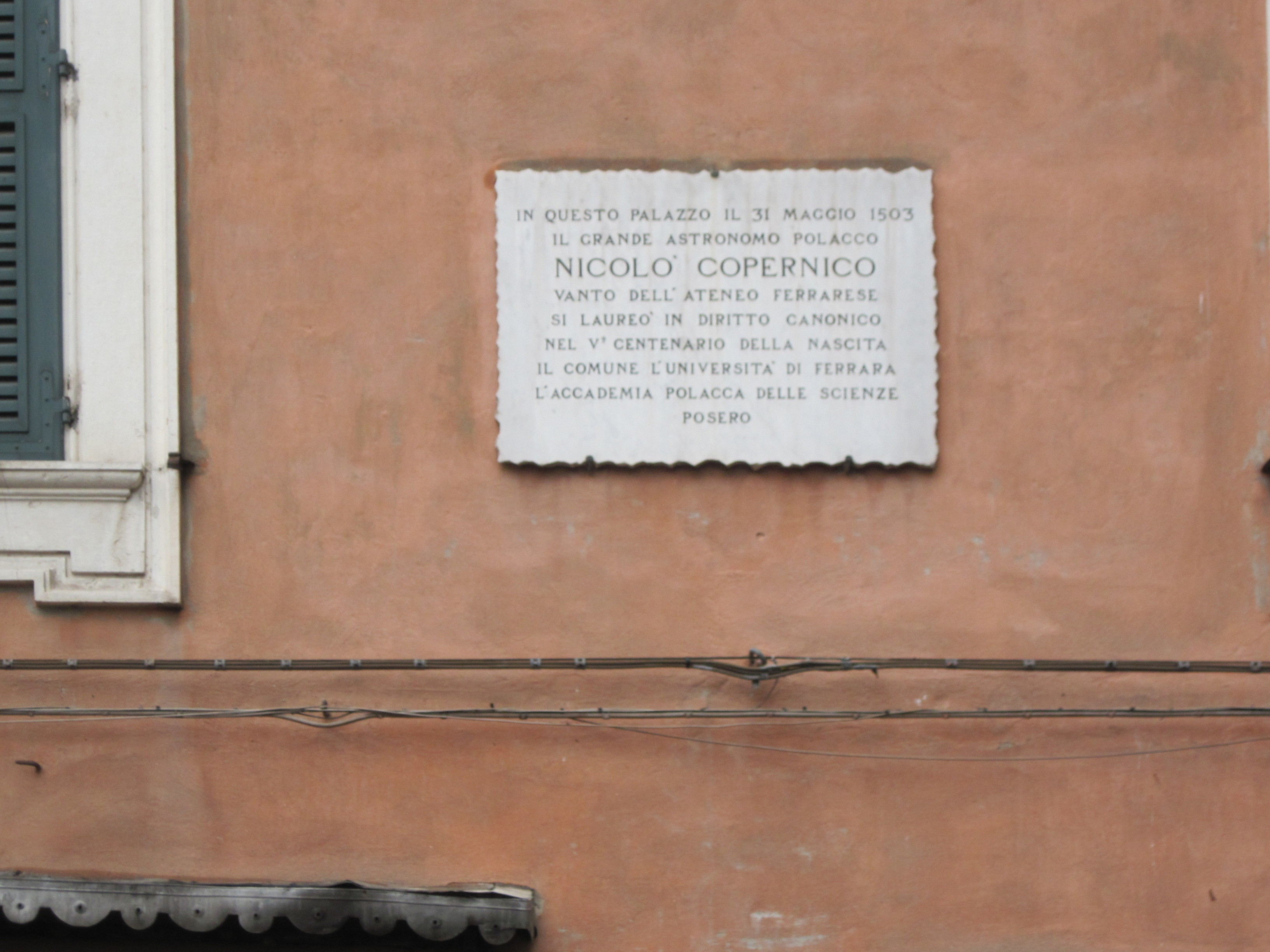
Lapide che ricorda la laurea in diritto canonico ottenuta da Niccolò Copernico sulla facciata di palazzo Arcivescovile rivolta verso piazza Duomo.

### Ristrutturazione dell'ex palazzo ducale
Circa quattordici anni dopo la ricostruzione del palazzo Arcivescovile il duca di Modena e Reggio Francesco III d'Este, ancora proprietario dell'ex palazzo ducale come erede della dinastia estense che aveva retto Ferrara sino al 1597, decise di far restaurare tale edificio che da tempo versava in pessime condizioni. Come architetti per attuare il suo progetto scelse Angelo e Francesco Santini (figli di Vincenzo) e dopo tale interventi il nuovo palazzo assunse l'aspetto che ci è pervenuto. Lo scorcio di quella parte cittadina in pochi decenni quindi mutò in modo significativo e i due palazzi posti uno di fronte all'altro assunsero dimensione ed aspetto tali da conferir loro una pari dignità. Il duca estense riconquitò così una parte del presigio che aveva perduto in città.

## Descrizione
Il palazzo è di dimensioni notevoli ed è caratterizzato da un grande portale che occupa due piani e sorregge, sulle sue colonne, il balcone al secondo piano posto al centro della facciata, di fronte al palazzo comunale.
Gli interni sono raffinati e decorati con stucchi ed affreschi. 
Il monumentale scalone interno, superato l'ingresso principale e prima di entrare nel cortile dell'edificio, è molto significativo sul piano architettonico ed artistico nel periodo settecentesco ferrarese. Il figlio di Vincenzo Santini, Angelo, si ispirò a quest'opera per lo scalone d'onore del palazzo di Renata di Francia.
Il soffitto è arricchito da affreschi di Vittorio Bigari. Sono presenti statue e decorazioni attribuite a Filippo Suzzi e Andrea Ferreri e, sulle pareti, una pittura con Madonna di Ippolito Scarsella.
La residenza arcivescovile è unita direttamente alla cattedrale attraverso un passaggio sopraelevato che forma un caratteristico volto. Attraverso tale passaggio da piazza Duomo si alla storica via Guglielmo degli Adelardi (l'antica via Gorgadello).

## Sede universitaria
Prima che la sede dello Studium nel 1567 venisse trasferita nel palazzo Paradiso, e quindi prima della sua ricostruzione settecentesca voluta dal cardinale Ruffo, nel 1503 Niccolò Copernico vi ottenne la laurea in diritto canonico.